# Parrocchie dell'arcidiocesi di Cagliari

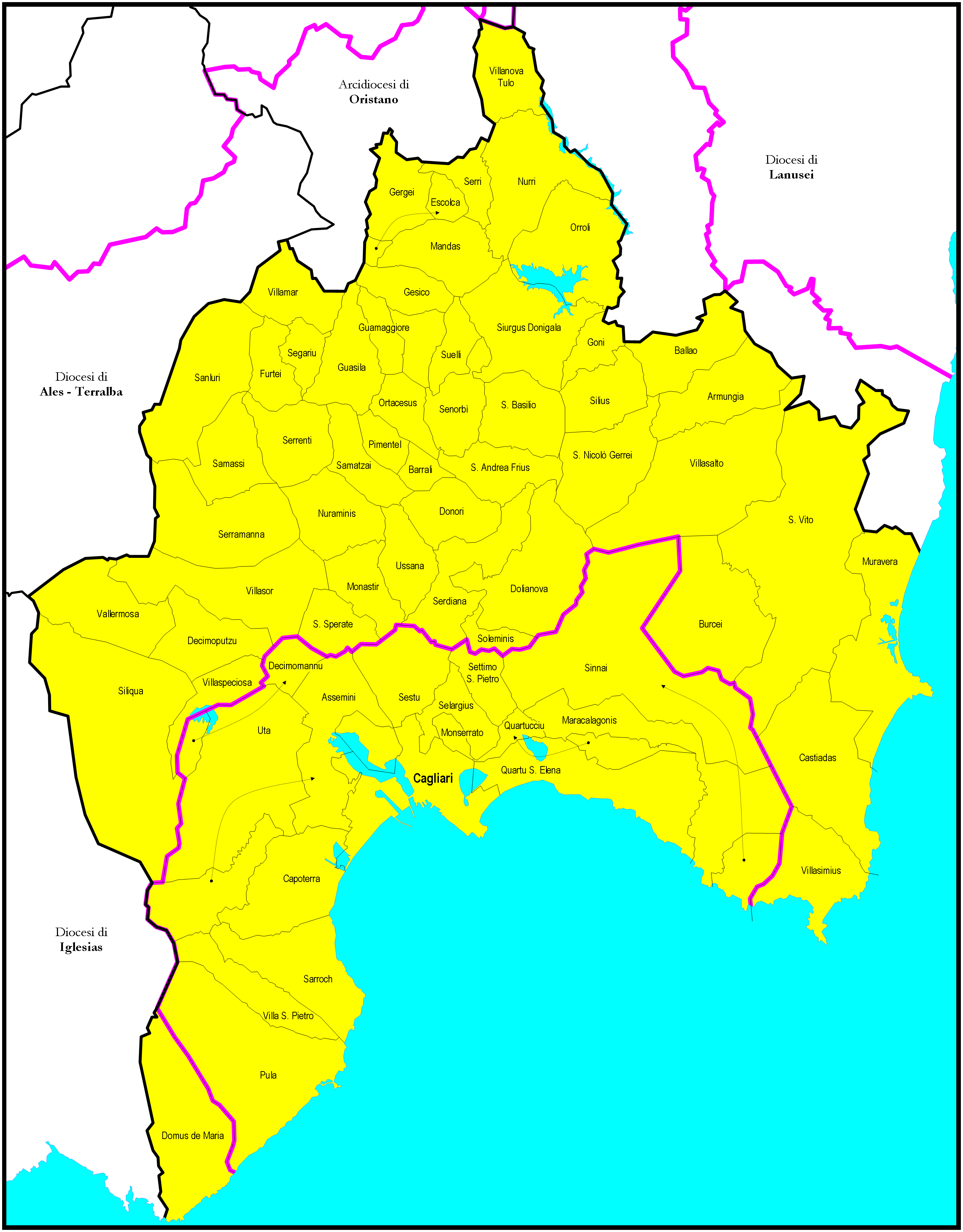
Il territorio dell'arcidiocesi

Le parrocchie dell'arcidiocesi di Cagliari sono 133, appartenenti alla Città metropolitana di Cagliari e la provincia del Sud Sardegna. Sono raggruppate in 4 vicariati urbani e 10 foranie, tutte affidate a un vicario foraneo.

## Vicariati urbani
Ricadono tutti nel territorio del comune di Cagliari e della municipalità di Pirri, ad eccezione della parrocchia Spirito Santo nel quartiere Su Planu e di parte della parrocchia San Tarcisio, ricadenti nel comune di Selargius ma in quartieri conurbati a Cagliari.

### Cattedrale
| Parrocchia                 | Comune   | Quartiere | Popolazione                                           | Immagine | Chiese afferenti |
| -------------------------- | -------- | --------- | ----------------------------------------------------- | -------- | --- |
| Santa Cecilia (Cattedrale) | Cagliari | Castello  | 2.000                                                 |          | - Purissima - Santa Lucia - San Giuseppe Calasanzio - Santa Maria del Monte - San Lorenzo                                |
| Nostra Signora del Carmine | Cagliari | Stampace  | 2.359                                                 |          | - San Pietro dei pescatori                                                                                               |
| Nostra Signora di Fatima   | Cagliari | Giorgino  | 101                                                   |          | - San Giorgio (nella Villa Ballero)                                                                                      |
| Sant'Anna                  | Cagliari | Stampace  | 2.500                                                 |          | - Santa Chiara - Sant'Efisio - San Giuseppe - San Michele - Sant'Antonio di Padova - Santa Restituta                     |
| Sant'Eulalia               | Cagliari | Marina    | 2.500                                                 |          | - Sant'Agostino - Sant'Antonio abate - San Francesco di Paola - Santa Rosalia - Santo Sepolcro - Santa Maria della Pietà |
| San Giacomo                | Cagliari | Villanova | 6.000                                                 |          | - San Giovanni - San Cesello - San Domenico - San Vincenzo de' Paoli - San Mauro                                         |
| Santissima Annunziata      | Cagliari | Stampace  | 4.307                                                 |          | |
| Santa Croce                | Cagliari | Castello  | parrocchia personale per il rito romano straordinario |          | |

### San Lucifero
| Parrocchia                                         | Comune   | Quartiere                     | Popolazione | Immagine | Chiese afferenti                   |
| -------------------------------------------------- | -------- | ----------------------------- | ----------- | -------- | ---------------------------------- |
| Beata Vergine del Rimedio (Chiesa di San Lucifero) | Cagliari | Bonaria                       | 6.000       |          | - San Saturnino                    |
| Nostra Signora di Bonaria                          | Cagliari | Bonaria                       | 3.769       |          |                                    |
| San Bartolomeo                                     | Cagliari | San Bartolomeo                | 2.200       |          |                                    |
| San Benedetto (Chiesa di Santa Lucia)              | Cagliari | San Benedetto                 | 7.556       |          | - San Benedetto                    |
| San Carlo Borromeo                                 | Cagliari | Fonsarda                      | 4.450       |          |                                    |
| Sant'Elia                                          | Cagliari | Borgo Sant'Elia               | 3.000       |          |                                    |
| San Paolo                                          | Cagliari | Sant'Alenixedda               | 8.376       |          |                                    |
| San Pio X                                          | Cagliari | Monte Mixi                    | 8.375       |          |                                    |
| San Sebastiano                                     | Cagliari | Fonsarda                      | 2.877       |          |                                    |
| Santissimo Crocifisso                              | Cagliari | Genneruxi                     | 6.992       |          |                                    |
| Santi Giorgio e Caterina                           | Cagliari | Monte Urpinu                  | 4.786       |          | - Cristo Re - Adorazione cittadina |
| Santissimo Nome di Maria                           | Cagliari | La Palma - Quartiere del Sole | 6.500       |          | - Immacolata dei Salinieri         |
| Vergine della Salute                               | Cagliari | Poetto                        | 1.500       |          |                                    |

### Santi Pietro e Paolo
| Parrocchia             | Comune    | Quartiere      | Popolazione | Immagine | Chiese afferenti |
| ---------------------- | --------- | -------------- | ----------- | -------- | ---------------- |
| Santi Pietro e Paolo   | Cagliari  | Is Mirrionis   | 8.000       |          |                  |
| Madonna della Strada   | Cagliari  | Mulinu Becciu  | 6.600       |          |                  |
| Medaglia Miracolosa    | Cagliari  | San Michele    | 11.863      |          |                  |
| Sant'Avendrace         | Cagliari  | Sant'Avendrace | 7.000       |          | - Sacra Famiglia |
| Sant'Eusebio           | Cagliari  | Is Mirrionis   | 5.523       |          |                  |
| San Francesco d'Assisi | Cagliari  | La Vega        | 4.589       |          |                  |
| San Massimiliano Kolbe | Cagliari  | Bingia Matta   | 6.000       |          |                  |
| Spirito Santo          | Selargius | Su Planu       | 7.000       |          |                  |

### Pirri
| Parrocchia                | Comune                     | Quartiere               | Popolazione | Immagine | Chiese afferenti  |
| ------------------------- | -------------------------- | ----------------------- | ----------- | -------- | ----------------- |
| Madonna della Fede        | Cagliari-Pirri             | Is Bìngias - Terramàini | 4.000       |          |                   |
| San Giuseppe              | Cagliari-Pirri             | Santa Teresa            | 8.000       |          |                   |
| San Gregorio Magno        | Cagliari-Pirri             | Villa Doloretta         | 5.000       |          |                   |
| Santa Maria del Suffragio | Cagliari-Pirri             | CEP - Quartiere Europeo | 5.644       |          | - Sant'Alenixedda |
| San Pietro                | Cagliari-Pirri             | Monteleone              | 10.000      |          | - Santa Rosalia   |
| San Tarcisio              | Cagliari-Pirri e Selargius | Barracca Manna          | 4.000       |          |                   |

## Foranie

### Campidano
| Comune     | Parrocchia                        | Popolazione | Immagine | Chiese afferenti                                   |
| ---------- | --------------------------------- | ----------- | -------- | -------------------------------------------------- |
| Monserrato | Sant'Ambrogio                     | 6.000       |          | - B.V. di Monserrato - San Valeriano               |
| Monserrato | San Giovanni Battista de La Salle | 8.000       |          |                                                    |
| Monserrato | Santissimo Redentore              | 8.500       |          | - San Lorenzo                                      |
| Quartucciu | San Giorgio martire               | 6.000       |          | - Sant'Efisio - Sant'Isidoro - Sant'Antonio        |
| Quartucciu | San Pietro Pascasio               | 4.000       |          |                                                    |
| Selargius  | Beata Vergine Assunta             | 9.000       |          | - Sant'Antonio abate - San Giuliano - San Lussorio |
| Selargius  | San Giovanni Bosco                | 3.000       |          |                                                    |
| Selargius  | Santissimo Salvatore              | 7.207       |          |                                                    |

### Quartu Sant'Elena
| Comune                            | Parrocchia               | Popolazione | Immagine |
| --------------------------------- | ------------------------ | ----------- | -------- |
| Quartu Sant'Elena                 | Sant'Elena Imperatrice   | 12.294      |          |
| Quartu Sant'Elena                 | Sacro Cuore              | 9.000       |          |
| Quartu Sant'Elena                 | San Giovanni evangelista | 7.000       |          |
| Quartu Sant'Elena                 | Sant'Antonio da Padova   | 11.000      |          |
| Quartu Sant'Elena                 | Santo Stefano            | 11.191      |          |
| Quartu Sant'Elena (Margine Rosso) | San Luca                 | 4.700       |          |
| Quartu Sant'Elena (Flumini)       | Santa Maria degli Angeli | 7.000       |          |

### Capoterra
| Comune                      | Parrocchia                             | Popolazione | Immagine |
| --------------------------- | -------------------------------------- | ----------- | -------- |
| Capoterra                   | Sant'Efisio                            | 10.000      |          |
| Capoterra (Frutti d'Oro)    | Beata Vergine Maria Madre della Chiesa | 7.000       |          |
| Capoterra (Poggio dei Pini) | Madonna di Lourdes                     | 2.445       |          |
| Domus de Maria              | Nostra Signora del Rosario             | 1.645       |          |
| Pula                        | San Giovanni Battista                  | 5.825       |          |
| Pula (Santa Margherita)     | Santa Margherita                       | 879         |          |
| Sarroch                     | Santa Vittoria                         | 5.163       |          |
| Villa San Pietro            | San Pietro                             | 2.177       |          |

### Decimomannu
| Comune        | Parrocchia                  | Popolazione | Immagine |
| ------------- | --------------------------- | ----------- | -------- |
| Decimomannu   | Sant'Antonio abate          | 8.314       |          |
| Assemini      | Beata Vergine del Carmine   | 13.000      |          |
| Assemini      | San Pietro                  | 12.200      |          |
| Decimoputzu   | Nostra Signora delle Grazie | 4.247       |          |
| Elmas         | San Sebastiano              | 9.235       |          |
| San Sperate   | San Sperate martire         | 8.366       |          |
| Serramanna    | Sant'Ignazio da Laconi      | 4.200       |          |
| Serramanna    | San Leonardo                | 5.500       |          |
| Sestu         | Nostra Signora delle Grazie | 11.000      |          |
| Sestu         | San Giorgio martire         | 8.000       |          |
| Siliqua       | San Giorgio martire         | 3.735       |          |
| Uta           | Santa Giusta                | 8.676       |          |
| Vallermosa    | San Lucifero                | 1.883       |          |
| Villasor      | San Biagio                  | 6.636       |          |
| Villaspeciosa | Beata Vergine Assunta       | 2.567       |          |

### Dolianova
| Comune             | Parrocchia                      | Popolazione | Immagine |
| ------------------ | ------------------------------- | ----------- | -------- |
| Dolianova          | San Biagio                      | 3.555       |          |
| Dolianova          | San Pantaleo                    | 4.400       |          |
| Burcei             | Nostra Signora di Monserrato    | 2.714       |          |
| Donori             | San Giorgio vescovo             | 2.043       |          |
| Maracalagonis      | Santissima Vergine degli Angeli | 7.910       |          |
| Serdiana           | Santissimo Salvatore            | 2.680       |          |
| Settimo San Pietro | San Pietro                      | 6.818       |          |
| Sinnai             | Santa Barbara                   | 8.000       |          |
| Sinnai             | Sant'Isidoro                    | 6.500       |          |
| Soleminis          | San Giacomo                     | 1.860       |          |

### Mandas
| Comune           | Parrocchia          | Popolazione | Immagine |
| ---------------- | ------------------- | ----------- | -------- |
| Mandas           | San Giacomo         | 2.086       |          |
| Escolca          | Santa Cecilia       | 556         |          |
| Gergei           | San Vito            | 1.148       |          |
| Gesico           | Santa Giusta        | 780         |          |
| Nurri            | San Michele         | 2.095       |          |
| Orroli           | San Vincenzo        | 2.112       |          |
| Serri            | San Basilio         | 643         |          |
| Siurgus Donigala | Santa Maria         | 1.000       |          |
| Siurgus Donigala | San Teodoro martire | 942         |          |
| Villanovatulo    | San Giuliano        | 1.039       |          |

### Nuraminis
| Comune                  | Parrocchia                   | Popolazione | Immagine |
| ----------------------- | ---------------------------- | ----------- | -------- |
| Nuraminis               | San Pietro                   | 2.100       |          |
| Furtei                  | Santa Barbara                | 1.582       |          |
| Monastir                | San Pietro                   | 4.554       |          |
| Pimentel                | Nostra Signora del Carmelo   | 1.183       |          |
| Samassi                 | Nostra Signora di Monserrato | 4.946       |          |
| Samatzai                | San Giovanni Battista        | 1.627       |          |
| Sanluri                 | Nostra Signora delle Grazie  | 8.131       |          |
| Sanluri Stato (Sanluri) | Sacro Cuore                  | 470         |          |
| Segariu                 | San Giorgio martire          | 1.120       |          |
| Serrenti                | Beata Vergine Immacolata     | 4.725       |          |
| Ussana                  | San Sebastiano               | 4.099       |          |
| Villagreca (Nuraminis)  | San Vito                     | 200         |          |
| Villamar                | San Giovanni Battista        | 2.491       |          |

### San Nicolò Gerrei
| Comune            | Parrocchia                | Popolazione | Immagine |
| ----------------- | ------------------------- | ----------- | -------- |
| San Nicolò Gerrei | San Nicola                | 721         |          |
| Armungia          | Beata Vergine Immacolata  | 435         |          |
| Ballao            | Santa Maria Maddalena     | 740         |          |
| Goni              | San Giacomo               | 466         |          |
| San Basilio       | San Pietro                | 1.188       |          |
| Sant'Andrea Frius | Sant'Andrea               | 1.707       |          |
| Silius            | Sante Perpetua e Felicita | 1.125       |          |
| Villasalto        | San Michele               | 988         |          |

### San Vito
| Comune                | Parrocchia            | Popolazione | Immagine |
| --------------------- | --------------------- | ----------- | -------- |
| San Vito              | San Vito              | 3.495       |          |
| Castiadas             | San Giovanni Battista | 1.670       |          |
| Muravera              | San Nicola            | 5.241       |          |
| San Priamo (San Vito) | Sant'Andrea           | 200         |          |
| Solanas (Sinnai)      | Madonna della Fiducia | 242         |          |
| Villasimius           | San Raffaele          | 3.680       |          |

### Senorbì
| Comune           | Parrocchia            | Popolazione | Immagine |
| ---------------- | --------------------- | ----------- | -------- |
| Senorbì          | Santa Barbara         | 4.400       |          |
| Arixi (Senorbì)  | Beata Vergine Assunta | 385         |          |
| Barrali          | Santa Lucia           | 700         |          |
| Guamaggiore      | San Sebastiano        | 919         |          |
| Guasila          | Beata Vergine Assunta | 2.657       |          |
| Ortacesus        | San Pietro            | 881         |          |
| Selegas          | Sant'Anna             | 1.234       |          |
| Seuni (Selegas)  | Santa Vittoria        | 90          |          |
| Sisini (Senorbì) | Madonna della Difesa  | 200         |          |
| Suelli           | San Pietro            | 1.114       |          |